# Александр Великий Комнин
Александр Скантарий Великий Комнин (ср.-греч. Ἀλέξανδρος Σκαντάριος Μέγας Κομνηνός; между 1403 и 1409, Трапезунд — ок 1459, там же) — император Трапезунда из династии Великих Комнинов, соправитель своего старшего брата Иоанна IV, который дважды узурпировал трон их отца Алексея IV.
Алексей IV считался слабым императором. Около 1426 года Иоанн убил предполагаемого любовника матери и заточил родителей. В дальнейшем он планировал взять власть в свои руки. Однако знать Трапезундской империи отказалась повиноваться Иоанну и подговорила народ к мятежу. Иоанн бежал, а вернувшийся править Алексей сделал Александра своим соправителем. Но вскоре при поддержке аристократа из Генуи Иоанн убил отца и вернул себе власть, выслав Александра из страны. Тогда последний заключил союз с подчинённым Генуи властителем Лесбоса, надеясь вернуться в Трапезунд, однако от войны при давлении со стороны метрополии отказался. В дальнейшем Александр заключил мир с братом и стал его соправителем. Его малолетний сын стал краткосрочным императором.

## Жизнь до смерти отца
Александр Скантарий Великий Комнин был вторым сыном Алексея IV из династии Великих Комнинов, который правил Трапезундской империей между 1417 и 1429 годами. Известно, что его старший брат Иоанн родился в 1403 году, а младший Давид — между 1407 и 1409. Кроме них в семье было до пяти сестёр. Из них только одна, Мария, в будущем супруга Иоанна VIII Палеолога, предпоследнего императора Византии, известна по имени. Первая из неизвестных была женой хана племенной конфедерации Ак-Коюнлу Кара Юлука Османа; ещё одна вышла замуж за эристави Гурии Мамия Гуриели; третья известна лишь из одного источника и согласно ему была супругой сына мужа своей старшей сестры Али. Этот источник подверг в 1843 году критике немецкий филолог Иммануэль Беккер, считая изложенную в нём версию неправдоподобной. Последняя из дочерей, по словам Псевдо-Халкокондила, была замужем за Джаханшахом, ханом Кара-Коюнлу. Беккер и Мишель Куршанкис писали, что этот брак вряд ли был возможен.
Византийский историк Лаоник Халкокондил назвал прозвище Александра — Скантарий. По словам Куршанкиса, оно имеет тюркское происхождение. Английский историк-филэллин Джордж Финлей посчитал, что это имя является производным от имени «Искандер», арабо-мусульманского варианта имени Александр, связанного с легендарным полководцем Александром Македонским. По словам Финлея, это может указывать на высокое влияние тюркских языков на трапезундский вариант тогдашнего греческого. О «тюркизации Понта» писал и российский востоковед Рустам Шукуров.
Изначально Алексей провозгласил своим наследником Александра, так как он являлся его старшим сыном. Однако в дальнейшем отношения между императором и его вторым сыном Иоанном ухудшались на протяжении всего правления Алексея, поскольку последнего считали слабым правителем. Иоанн же жаждал получить корону себе. Около 1426 года проблемы внутри семьи вырвались наружу, так как, согласно Псевдо-Халкокондилу, до Иоанна дошли слухи о том, что его мать Феодора (она же мать Александра) изменяла отцу с протовестиарием. Иоанн собственными руками убил его, а затем устроил дворцовый переворот, свергнув родителей с престола. Он заключил их в апартаментах в императорском дворце в Трапезунде. Однако мнение о том, что Феодора действительно изменяла мужу, не является общепризнанным. В частности, византинист С. П. Карпов писал, что французский историк Тьерри Ганшу убедительно опроверг эту теорию. О том, что Феодора была верна мужу до последних дней, писал и Виссарион Никейский. Истинная же причина распри так и остаётся невыясненной. Местные аристократы опасались, что Иоанн может попытаться их убить, в связи с чем убедили население воспротивиться произошедшему. Они уверили его, что Иоанн будет более худшим властителем, нежели его отец. Народное восстание заставило Иоанна бежать из города и восстановило действующего императора.
В том же году императрица Феодора скончалась; её похоронили в притворе Хрисокефала, усыпальницы у Церкви Пресвятой Богородицы «Златоглавой» в Трапезунде. Иоанн же женился на дочери царя Грузии Александра I, у которого искал поддержки против отца. Последний уже назначил Александра своим соправителем (Лаоник Халкокондил описывал это решение как несправедливое). После кончины матери Иоанн перебрался в Каффу и при поддержке знатного генуэзца Доменико д’Аллегро добрался до монастыря св. Фоки на Понтийском побережье. Воспользовавшись изменой, он подослал к отцу наёмников, которые убили его. 26 апреля 1429 года Иоанн захватил власть, и в том же году похоронил отца там же, где ранее похоронили императрицу Феодору. Воцарившись, Иоанн отправил Александра в ссылку.

## Жизнь в изгнании
С началом ссылки Александр отбыл из Трапезунда в Константинополь, где жил с сестрой Марией. Согласно испанскому послу, путешественнику и хронисту Перо Тафуру, встречавшему Александра в ноябре 1437 года, тогда тот уже был женат на Марии, дочери Дорино I из правившего Лесбосом знатного генуэзского сеньориорального дома Гаттилузио. Этот брак был политическим — Александр рассчитывал на помощь Гаттилузио в борьбе с братом. Анонимный автор, процитированный Лаоником Халкокондилом, писал, что Александр женился ещё до своего отъезда, в то время как Перо Тафур заявлял, что это произошло уже в Константинополе. Английский историк XX века У. Миллер посчитал второй вариант более вероятным. Псевдо-Халкокондил ошибочно считал, что женой Александра была дочь властителя Митилини из того же рода. По мнению Перо Тафура, Александр являлся законным властителем империи и хотел вернуть себе право править государством. По предположению Куршанкиса, он предполагал, что Александр был старшим сыном и законным наследником по праву первородства, а не был назначен им позже. После беседы с Александром Перо Тафур направился в Трапезунд, где его принял Иоанн, который, в частности, расспрашивал его о брате, о его предполагаемом браке с Гаттилузио и об уровне поддержки, оказываемой брату как со стороны генуэзцев, так и со стороны Палеологов. Император опасался, что последние могут дать Александру корабли для завоевания престола. Перо Тафур подтвердил правдивость слухов о браке с представительницей дома Гаттилузио. Тогда Иоанн заявил, что сможет за себя постоять поскольку на его стороне «великий турок» (исп. Grand Turc): Иоанн своим вторым браком был женат на мусульманке. В марте 1438 года Тафур снова встретился с Александром в Митилини, где последний пытался собрать генуэзский флот для вторжения в Трапезунд. От этой идеи его отговорил Тафур, рассказавший о союзе и о том, что война «будет вредна для всех». Правительство республики предписало тестю Александра восстановить нормальные отношения между ним и его братом и согласилось лично поучаствовать в переговорах, согласно которым планировало выторговать пансион или земли для Александра миром, а не в ходе разорительной войны. В переговорах между Александром и дожем функции посредника исполнял знатный генуэзец, член семьи ди Негро (де Негро) Джироламо. Именно благодаря ему Александру не удалось вовлечь республику в войну с Трапезундом, поскольку он запретил владельцам факторий в Генуе занимать чью-либо позицию в споре между братьями и выдал Гаттилузио рекомендацию начать примирение. Чем закончилось предприятие Александра по выторговыванию денег или земли неизвестно, поскольку после этих событий Александр надолго пропал из источников.

## Примирение с братом
В декабре 1439 года умерла сестра Александра Мария. В 1447 году, из-за обострения отношений с Генуей, Иоанн послал брата Давида провести морскую демонстрацию перед Каффой. В это время Александр жил в Трапезунде вместе с супругой и маленьким сыном Алексеем. Согласно Куршанкису, наиболее вероятной причиной этих событий были опасения Иоанна по поводу Давида, из-за чего он помирился с братом и пригласил его вместе править Трапезундом. Лаоник Халкокондил назвал Александра императором, из чего Куршанкис сделал вывод, что после 1451 года Александр был соправителем и, скорее всего, наследником брата.
Скончался Александр в Трапезунде. Точных данных о том, когда это произошло, нет, однако он умер до падения Трапезунда под натиском османов во главе с султаном Мехмедом II в 1461 году. Поскольку Александр не стал наследником скончавшегося в 1460 году брата и не упоминается после его смерти, он, по предположению Куршанкиса, скончался около 1459 года. После его смерти Иоанн назначил наследником престола его малолетнего сына, а не Давида, как ранее. Алексей действительно стал императором, как сообщает Лаоник Халкокондил, однако почти сразу его сверг Давид, который стал последним властителем империи. В 1461 году Трапезунд пал, семейство отправилось в изгнание, и уже 1 ноября 1463 года турки их всех казнили.

### Комментарии
1. ↑  Так в историографии принято обозначать часть разделов работы историка Лаоника Халкокондила. Они считаются поздней вставкой[5].